# Muzio Vitelleschi
Pour les articles homonymes, voir Vitelleschi.
Muzio Vitelleschi (en latin Mutius Vitelleschi), né le 2 décembre 1563 à Rome et mort dans la même ville le 9 février 1645 , était un prêtre jésuite italien du XVIIe siècle, professeur de philosophie au Collège romain et Supérieur provincial. En 1615 il fut élu le 6e Supérieur Général de la Compagnie de Jésus.

## Formation
Issu de la haute noblesse romaine, petit dernier il fut destiné par son père à une carrière ecclésiastique classique. Lorsqu'il fit part de son souhait croissant de rejoindre la Compagnie de Jésus, allant jusqu'à prononcer un vœu privé d'entrer au noviciat, ses parents s'y opposèrent préférant sans doute la perspective de le voir s'engager dans une carrière et obtenir titres et prélature ecclésiastique que, par vocation, les jésuites refusaient.
Alors qu'il est étudiant en philosophie au Collège Romain il obtient, par rescrit, la permission du pape Grégoire XIII, un fervent soutien des jésuites, d'entrer dans la Compagnie de Jésus.

## Une mission d'enseignement
Il commence son noviciat le 15 août 1583. Quelques années plus tard, sa formation spirituelle terminée, il est professeur au Collège Romain y enseignant la logique en 1588-1589, la philosophie naturelle en 1589-1590, et la métaphysique en 1590-1591. Puis, en 1593, il est nommé recteur du Collège anglais de Rome qui avait été créé en 1579 par Grégoire XIII.
Il est nommé Provincial pour la province de Naples, puis plus tard de celle de Rome, enfin assistant du Supérieur général des jésuites, pour l'Italie.

## Supérieur général
Le 15 novembre 1615, il est élu Supérieur général des jésuites, lors de la VIIe Congrégation générale rassemblée à Rome pour élire un successeur à Claudio Acquaviva.
Durant son généralat la Compagnie est en pleine croissance. Son généralat, un des plus longs, sera marqué par trente ans d'une relative stabilité. Vitelleschi s'attachera surtout à développer et à consolider les instituts et missions commencés par son prédécesseur. 
Comme son prédécesseur il donne une grande importance aux missions lointaines. De nouvelles missions sont lancées au Tibet, au Tonkin, où partit Alexandre de Rhodes. La mission anglaise est érigée en Province indépendante. En 1635 il envoie sept jésuites au Maryland.
Son généralat coïncide avec la guerre de Trente ans. Il doit fair preuve de grande prudence pour ne pas favoriser un camp plutôt que l'autre. Il doit surtout montrer aux Espagnols et aux Autrichiens que les jésuites ne sont pas pro-français. Il doit de fait ménager la France tentée par le Gallicanisme. Pour satisfaire à Richelieu, il modère les tendances ouvertement anti-gallicanes des jésuites et leur interdit de parler ou écrire sur la suprématie du pape.
En 1617 et 1619, il adresse dans deux lettres destinées aux supérieurs de la Compagnie des instructions concernant la doctrine du probabilisme, une controverse qui agite de plus en plus les milieux ecclésiastiques - (faut-il enseigner le 'probabilisme' ou le 'probabiliorisme'?) - et empoisonne les relations entre les Jésuites et les Dominicains.